# 우럭볼락
우럭볼락(Sebastes hubbsi)은 양볼락과에 속하는 물고기이다. 흔히 우럭으로 불린다. 몸길이는 20cm 정도이며, 횟감으로서 인기가 있다. 생김새는 볼락과 비슷하며, 몸 빛깔은 회색이다. 몸통에 희미한 가로줄무늬가 4개 있으며, 두 눈 사이에는 좁고 깊은 홈이 패여 있다. 연안의 암초가 많은 얕은 바다에 살며, 한국 중남부 연해와 일본에 분포한다.